# Premio Nacional de Música de Venezuela
El Premio Nacional de Música de Venezuela es un galardón anual entregado a diversos artistas y músicos que compongan y/o interpreten piezas instrumentales o cantadas de gran valor artístico y simbólico, sea de música clásica o tradicional. Es uno de los Premios Nacionales de Cultura.
Su galardón se entrega continuamente desde 1975. La concesión del premio se hizo anualmente desde su primera edición hasta 2001, cuando tomó una frecuencia bienal. Una excepción a esta regla fue la del 2003, cuando se esperó tres años para conferir el siguiente premio, y luego retornar a su entrega bienal.

## Galardonados
| Año       | Artista                     |
| --------- | --------------------------- |
| 1947      | Gonzalo Castellanos Yumar   |
| 1947      | Carlos Figueredo            |
| 1958      | Gonzalo Castellanos Yumar   |
| 1975      | Moisés Moleiro              |
| 1976      | Fedora Alemán               |
| 1977      | José Antonio Calcaño        |
| 1978      | José Antonio Abreu          |
| 1979      | Alirio Díaz                 |
| 1980      | Desierto                    |
| 1981      | Evencio Castellanos         |
| 1982      | Ángel Sauce                 |
| 1983      | Rhazes Hernández López      |
| 1984      | María Luisa Escobar         |
| 1985      | Antonio Lauro               |
| 1986      | Blanca Estrella de Méscoli  |
| 1987      | Antonio Estévez             |
| 1988      | Eduardo Serrano             |
| 1989      | Inocente Carreño            |
| 1990      | Gonzalo Castellanos Yumar   |
| 1991      | Modesta Bor                 |
| 1992      | Morella Muñoz               |
| 1993      | Emil Friedman               |
| 1994      | Andrés Sandoval Yánez       |
| 1995      | Rodrigo Riera               |
| 1996      | José Francisco del Castillo |
| 1997      | José Vicente Torres         |
| 1998      | Judith Jaimes               |
| 1999      | Alfredo del Mónaco          |
| 2000      | Aldemaro Romero             |
| 2001      | Abraham Abreu               |
| 2001      | Otilio Galíndez             |
| 2003      | Anselmo Ramón López         |
| 2006      | Pedro Liendo                |
| 2008      | Gerry Weil                  |
| 2010      | Luis Morales Bance          |
| 2012      | Simón Díaz                  |
| 2015      | Juan Carlos Núñez           |
| 2016-2018 | Federico Ruiz               |
| 2019-2020 | Diego Silva                 |
| 2021-2022 | Guiomar Narváez             |